# ديفيد هايز (لاعب كريكت)
ديفيد هايز (5 نوفمبر 1944 - ) (بالإنجليزية: David Hays)‏ هو لاعب كريكت بريطاني.